# جمهوری شوروی سوسیالیستی مولداوی
جمهوری سوسیالیستی مولداوی شوروی یا مولداوی شوروی، یکی از ۱۵ جمهوری تشکیل‌دهندهٔ اتحاد جماهیر شوروی بود.
این جمهوری، در ۲ اوت ۱۹۴۰، با ادغام بخش‌هایی از بیسارابیا که حدود ۱ ماه قبل از پادشاهی رومانی جدا شده بودند و جمهوری سوسیالیستی خودمختار مولداوی شوروی که یک جمهوری خودمختار در داخل جمهوری اوکراین بود، تشکیل شد.
این کشور، پس از فروپاشی شوروی در سال ۱۹۹۱ تحت عنوان جمهوری مولداوی مستقل شد.